# Abd-Allah ibn Ubayy
Abd-Allah ibn Ubayy (arabe : عَبْدُ الله بِنْ أُبَيّ بِنْ سَلْول, ʿabdu ʾAllāh bin ʾUbayy bin Salūl), appelé aussi ibn Salûl en référence à sa mère, était un des principaux chefs de la tribu des Banu Khazraj de Yathrib, la future Médine. Il se convertit à l'islam peu après l'arrivée de Mahomet à Yathrib. Selon Ibn Ishaq et Tabarî, Mahomet se méfie de lui, suspectant la sincérité véritable de cette conversion, et, selon la tradition, il est l'un des principaux "hypocrites" (Munafîqûn).
Lors de ce que Ibn Ishaq appelle « L'affaire de Banû Qaynuqa », en fait l'expulsion en l'an II de la première des trois tribus juives de Yathrib, en tant que chef des Banu Khazraj dont les Banu Qaynuqa sont les "clients" (voir Tribus musulmanes et juives de Yathrib), Abd-Allah ibn Ubayy intervient vigoureusement auprès de Mahomet, faisant valoir qu'il ne veut pas que soient anéantis « en une seule matinée quatre cents hommes sans cuirasses, et trois cents hommes cuirassés ». Allant jusqu'à menacer Mahomet, il obtient finalement satisfaction : « Alors, l'Envoyé d'Allâh lui répondit : « Ils sont à toi ! »
Au cours de la Bataille de Uhud, an II, un différend sur la stratégie oppose Abd-Allah ibn Ubayy à Mahomet, le premier préconisant une stratégie défensive et unitaire (incluant les Juifs) des Médinois à l'intérieur de la cité. La défaite à Uhud, son avis n'ayant pas été entendu, lui permet de se prévaloir d'une compétence indéniable en matière militaire.
On le retrouve lors de l'expédition contre les Banu Nadir, an IV, où il soutient ceux-ci lors du siège qu'organise Mahomet, passant le message aux assiégés : « Je suis prêt à vous soutenir avec deux mille hommes. »
Lors de la cabale contre Aïcha, Abd-Allah ibn Ubayy est l'un des principaux accusateurs et l'incident achève de le discréditer et de lui enlever toute influence politique.
En l'an V (juin 626), à propos de femmes capturées destinées à être rendues contre rançon, mais dont certaines particulièrement belles sont convoitées pour usage personnel, le ton monte entre Abd-Allah ibn Ubayy et Mahomet. Le premier, avant la venue de Mahomet à Médine, voyait une belle carrière de chef devant lui, ambitions désormais contrariée. Des rumeurs circulaient disant que Mahomet allait faire assassiner Abd-Allah, le propre fils d'ibn Ubayy, musulman très dévoué, se propose d'effectuer la besogne plutôt que de laisser un compagnon le faire. Mahomet le rassura disant qu'il n'avait pas l'intention de le tuer.
Peu après le retour de Mahomet, malade, de la Bataille de Tabuk, Abd-Allah ibn Ubayy meurt en 631. Mahomet suit l'enterrement et prie sur sa tombe. Mais Dieu lui ordonna de ne pas suivre les funérailles de gens comme lui.